# Emmy Kreiten-Barido
Emmy Kreiten-Barido, eigentlich Emmy Kreiten (* 26. März 1894 in Mayen als Emilie Gertrude Marie Liebergesell; † 24. Januar 1985 in Düsseldorf)
war eine deutsche Sängerin (Mezzosopran) und Kammersängerin.

## Leben und Wirken
Emmy war in ihrer Jugend Gesangsschülerin am Konservatorium in Saarbrücken. Sie heiratete 1913 den niederländischen Musikprofessor, Konzertpianisten und Komponisten Theo Kreiten (1887–1960). Das Paar bekam insgesamt drei Kinder, allerdings starb die 1914 geborene erste Tochter Marie-Therese wenige Tage nach ihrer Geburt. Der Sohn Karlrobert Kreiten wurde 1916 in Bonn geboren. 1917 übersiedelte die Familie nach Düsseldorf, nachdem Theo Kreiten eine Dozentenstelle am dortigen Buths-Neitzel-Konservatorium angenommen hatte. Die Tochter Rosemarie Sofie Kreiten wurde 1918 in Düsseldorf geboren.
Ihr Sohn Karlrobert, der bereits früh eine höchst erfolgreiche Karriere als Pianist machte, wurde während der Zeit des Nationalsozialismus nach einer von Freundinnen seiner Mutter betriebenen Denunziation im Mai 1943 verhaftet und dann wegen Wehrkraftzersetzung zum Tode verurteilt. Trotz verzweifelter Bemühungen der Eltern, insbesondere der Mutter Emmy Kreiten, und seiner Schwester und trotz mehrerer Gnadengesuche wurde Karlrobert Kreiten von den Nationalsozialisten am 7. September 1943 in Berlin-Plötzensee erhängt.
Emmy Kreiten trat seit Ende der 1910er Jahre als Sängerin auf zahlreichen Konzerten auf und nahm den Künstlernamen Emmy Kreiten-Barido an (Barido war der Mädchenname ihrer in Spanien geborenen, von französischen Elsässern abstammenden Mutter Sophie). Oftmals lud das musikalische Ehepaar Theo und Emmy Kreiten auch zu Musikabenden in ihre Düsseldorfer Wohnung ein, wo Emmy klassische Partien sang. Ihre Hauskonzerte galten als ein Mittelpunkt der musikalischen Gesellschaft Düsseldorfs. Auch nach dem Zweiten Weltkrieg lud das Ehepaar wieder zu Musik- und Gesangsabenden von Emmy ein, wobei beide auch im Gedenken an ihren Sohn Karlrobert tätig waren. 
Zu den Anhängern ihrer Gesangskunst als Mezzo-Sopranistin gehörten u. a. der Bildhauer Rudolf Christian Baisch, der Maler und Kunstsammler Carl Lauterbach, der Maler und Kunstprofessor Peter Janssen, die Düsseldorfer Künstler Arvid Mather, Karl-Heinz Heuner und Paul Bedra sowie der Hohenzollern-Erbe und Komponist Louis Ferdinand Prinz von Preußen. Der befreundete Bildhauer Rudolf Christian Baisch schuf eine Büste zum Gedenken an Karlrobert Kreiten, die sich heute im Düsseldorfer Stadtmuseum befindet.
Emmys Mann Theo Kreiten starb 1960 in Düsseldorf. Ihre Tochter Rosemarie Sofie, nach Ehescheidung wiederverheiratete von Studnitz, wanderte nach einer weiteren Ehescheidung 1954 in die USA aus, wo sie u. a. einen Verlag gründete. Rosemarie Sofie starb nach schwerer Krankheit 1975 in Los Angeles.
Emmy Kreiten-Barido trat bis ins hohe Alter noch gelegentlich bei öffentlichen Konzerten auf und starb im Alter von 90 Jahren in ihrer Wahlheimat Düsseldorf.

## Auszeichnungen
Emmy Kreiten wurde als Konzertsängerin mehrmals ausgezeichnet; u. a. wurde ihr der Ehrentitel einer Kammersängerin verliehen.